# Stuart Watkins
Stuart John Watkins (Newport, 5 giugno 1941) è un ex rugbista a 15 gallese che giocava nel ruolo di ala.
La sua prima partita con la nazionale del Galles risale al 1º febbraio 1964 contro quella scozzese, a Cardiff, nella quale il Galles vince.
Vinse con il Galles il torneo Cinque Nazioni nel 1964, 1965, 1966, 1969 e 1970.
Ha indossato per tre volte la maglia dei British Lions.